# Marek Zalewski (évêque)
Pour les articles homonymes, voir Marek Zalewski et Zalewski.
Marek Zalewski, né le 2 février 1963 à Augustów en Pologne, est un prélat catholique polonais, nonce apostolique à Singapour (en) et représentant pontifical pour le Vietnam (en) depuis mai 2018.

## Biographie

### Enfance et études
Marek Zalewski est né le 2 février 1963 à Augustów, dans la voïvodie de Podlachie, dans le nord-est de la Pologne. Entré au séminaire de Łomza (pl) en 1983, il a  étudié en Italie entre 1985 et 1989 au séminaire de Florence (it) d’où il ressort avec un baccalauréat de théologie. Il part à Rome en 1991 pour poursuivre ses études, achevées par l’obtention d’un doctorat en droit canonique auprès de l’Université pontificale grégorienne en 1995. Dans le même temps, il a suivi une formation (en langues notamment) à l’Académie pontificale ecclésiastique,.

### Prêtre
Le 27 mai 1989, il est ordonné prêtre pour le diocèse de Łomża en la cathédrale Saint-Michel-Archange (pl) ; après quoi il a servi comme vicaire dans une paroisse de l’archidiocèse de Florence pendant deux ans,. Au service diplomatique du Saint-Siège depuis le 1er juillet 1995, il a servi dans plusieurs représentations diplomatiques du Saint-Siège.

### Nonce apostolique
Le 25 mars 2014, il est nommé nonce apostolique au Zimbabwe (en), et reçoit le titre d’archevêque titulaire d’Africa (de). Il est consacré le 31 mai par Pietro Parolin, le cardinal secrétaire d'État assisté de Janusz Stepnowski (pl) et Romuald Kamiński (pl) à la cathédrale Saint-Michel-Archange de Łomza .
Le 21 mai 2018, il est transféré à la nonciature apostolique à Singapour (en), succédant à Leopoldo Girelli, et reçoit également la fonction de représentant pontifical non résident pour le Vietnam (en). C'est lui qui installe Paul Nguyên Thai Hop dans son nouveau diocèse de Hà Tĩnh, le 11 février 2019.